# Philip Pullman
Philip Pullman, född 19 oktober 1946 i Norwich, är en brittisk författare som är mest känd för sin fantasytrilogi Den mörka materian. Böckerna handlar om två barn som lever i olika parallellvärldar varav en är vår egen jord. Hela berättelsen präglas av en stark religionskritik, främst mot kristendomen och den kristna kyrkan som institution. Pullman har planerat att bygga ut serien med tre böcker till, den första boken Lyras färd utspelar sig ungefär tio år före Guldkompassen.
Under 2008 namngav dagstidningen The Times honom som en av de 50 främsta författarna i Storbritannien sedan 1945.

## Biografi
Philip Pullman föddes i Norwich som son till Royal Air Force piloten Alfred Outram Pullman, vilken omkom i en flygkrasch, och Audrey Evelyn Pullman, född Merrifield. Pullman studerade engelsk litteratur vid Exeter College i Oxford. Han utbildade sig sedan till lärare vid Westminster College innan han till slut blev författare. Pullmans författarkarriär började med att han 1984 vann en förlagstävling med skräckberättelsen Spökryttaren. Sedan dess har han skrivit bland annat historiska romaner, bilderbokstexter, sagor och fantasyberättelser.
Som första barnboksförfattare någonsin mottog han Whitbread Book of the Year 2001. År 2005 fick han Litteraturpriset till Astrid Lindgrens minne.

### Privatliv
1970 gifte sig Pullman med Judith Speller. De har två söner tillsammans: James och Thomas.